# 로버트 테일러 (배우)
로버트 테일러(본명은 스팽글러 알링턴 브루(영어: Spangler Arlington Brugh), 영어: Robert Taylor, 1911년 8월 5일 ~ 1969년 6월 8일)는 미국의 배우이다.

## 출연 작품
- 쿼바디스
- 애수